# Andrea Manfredi
Andrea Manfredi (* 10. Februar 1992 in Massa; † 29. Oktober 2018 in der Javasee) war ein italienischer Straßenradrennfahrer.

## Sportliche Laufbahn
Andrea Manfredi fuhr 2011 und 2012 für die italienische Amateurmannschaft Hopplà-Vega-Truck Italia. In der Saison 2012 gewann er eine Etappe beim Giro della Valle d’Aosta und belegte dort in der Gesamtwertung den dritten Platz. Ab 2013 fuhr Manfredi für das italienische Continental Team Ceramica Flaminia-Fondriest. 2015 beendete er seine Radsportlaufbahn. Anschließend gründete er ein Unternehmen zur Herstellung von Fahrradcomputern.
Manfredi starb am 29. Oktober 2018 im Alter von 26 Jahren beim Absturz des Lion-Air-Fluges 610 in Indonesien.

## Erfolge – Straße
2012
- eine Etappe Giro della Valle d’Aosta

## Teams
- 2013 Ceramica Flaminia-Fondriest
- 2014 Bardiani CSF
- 2015 Bardiani CSF